# Zao (groupe américain)
Pour les articles homonymes, voir Zao.
Zao (/ˈzeɪ.oʊ/) est un groupe de metalcore américain, originaire de Parkersburg, en Virginie-Occidentale. Formé en mars 1993, Zao compte de nombreux musiciens et changements de formation jusqu'à ce qu'il ne reste plus aucun membre fondateur. L'ancien batteur Jesse Smith, le chanteur Daniel Weyandt, et les guitaristes Scott Mellinger et Russ Cogdell étaient perçus par le public comme le « cœur » de Zao.
Le groupe est principalement inspiré par la chrétienté ; les membres fondateurs, fidèles à Dieu, sont considérés comme purement chrétiens, mais l'image du groupe change au fil du temps. L'ancien batteur Jesse Smith changement progressivement la vision du groupe.  Alors que seule la moitié des membres était de foi chrétienne, Zao ne se considérera plus comme un groupe chrétien, mais plutôt comme un groupe à l'esprit d'ouverture. Leurs paroles peuvent ou non parler de chrétienté, mais Zao expliquera préférer participer au festival chrétien Cornerstone Festival. En 2015, seul un membre se réclame de foi chrétienne.
En date, Zao compte un total de dix albums, quatre EPs, un DVD documentaire et plusieurs concerts.

## Biographie

### Première période (1993–1997)
Les membres fondateurs de Zao incluent le chanteur Eric Reeder, le guitariste Roy Goudy, le bassiste Mic Cox, et le batteur Jesse Smith. Le nom du groupe s'inspire du mot grec ζάω, qui signifie « vivant » ou « être en vie ». Le nom du groupe est attribué par son chanteur, Eric Reeder,. Le groupe, qui considère sa musique comme du « hardcore centré sur le Christ », cherche un public fidèle à l'église. 
La majeure partie de leurs chansons, qui sont incluses dans leurs deux premiers albums, All Else Failed et The Splinter Shards the Birth of Separation (qui comprend des réenregistrements de leurs chansons sur All Else Failed), fait explicitement référence à Dieu et centre son thème sur l'amour de Dieu. Reeder quitte le groupe avant l'enregistrement de All Else Failed et est remplacé par Shawn Jonas, qui formera Symphony in Peril. Jonas quitte le groupe après les deux premiers albums et devient pasteur à la New Life Church.

### Deuxième période (1998–2002)
En 1998, Smith recrute Brett Detar, guitariste du groupe emocore Pensive, pour l'aider à former une nouvelle incarnation de Zao. Detar suggère de recruter deux de ses amis, le guitariste Russ Cogdell et le poète Daniel Weyandt. Cogdell et Weyandt jouaient dans un groupe de hardcore chrétien appelé Seasons in the Field. Smith prendra quelques heures pour aller jusqu'à Greensburg, où vivaient tous ces membres, pour écrire ce qu'adviendra l'album du nouveau Zao, Where Blood and Fire Bring Rest. L'album est publié le 26 mai 1998 au label Solid State Records.
Scott Mellinger se joint au groupe à la guitare solo, et Rob Horner à la basse vaant l'enregistrement de l'album, Liberate Te Ex Inferis. Cogdell et Horner quittent le groupe en 2000, et Weyandt les remplace à la basse et au chant. Mellinger, Horner et Smith enregistrent le cinquième album de Zao, (Self-Titled), avec Dan qui contribue pendant un temps aux paroles et au chant. L'album, qui comprend un total de 10 chansons, est enregistré entre le 10 et le 23 septembre 2000, et publié le 27 février 2001,.
Corey Darst remplace Weyandt pour la majeure partie de leur tournée en soutien à l'album, Horner étant revenu, et le second guitariste Matt Auxier se joignant au groupe. Le groupe se concerte ensuite pour signer avec Sanctuary ou Century Media Records, mais Zao « se scinde » sur scène en décembre 2001 lors d'un concert à Pittsburgh (événement qui sera documenté dans leur DVD). Ils étaient annoncés pour une tournée avec The Juliana Theory et Weyandt était invité par Darst sur scène.
Solid State / Tooth & Nail financeront les prochains projets musicaux de Zao : un nouvel album qui, comme (Self-Titled) fait participer Smith, Mellinger et Weyandt, intitulé Parade of Chaos, et des réenregistrements de leurs albums All Else Failed joués par le même trio.

### Troisième période (2003–2006)
Le batteur de Living Sacrifice, Lance Garvin, remplace Smith pour le reste de leurs dates en 2003. Après le départ permanent de Jesse Smith en 2004, celui-ci finit par tomber dans une grave dépression à cause des « hauts et des bas » liés à Zao. Peu après, il se joint à Society's Finest. En 2012, il lance un nouveau projet appelé Jesse Smith and The Holy Ghost.
Smith demandera au chanteur de Society's Finest, Joshua Ashworth, de se joindre à Zao. Il accepte et le groupe joue quelques concerts avec cette nouvelles formation. Cependant, à la fin de 2003, Cogdell et Mellinger ne souhaitaient pas enregistrer un nouvel album de Zao sans Dan au chant. Smith et Horner quittent Zao et se joignent à l'ancien bassiste Kevin Moran pour former un nouveau groupe appelé Gods. En 2004, Zao publie The Funeral of God — un album concept, publié par Ferret Music, dans lequel l'humanité est abandonnée par Dieu,. Ferret fait une grande campagne publicitaire pour l'album, et le groupe tourne le clip de la chanson The Rising End.
En 2005, le groupe publie leur DVD, The Lesser Lights of Heaven, documentant leur histoire, et faisant participer différents membres comme Don et Ryan Clark (Demon Hunter, Training for Utopia), Bruce Fitzhugh (Living Sacrifice), Chris McLane (Stretch Arm Strong), Jimmy Ryan (Haste the Day, Trenches), et CJ Anderson (Sinai Beach). En janvier 2006, Weyandt, Mellinger, Lunn et Gretz traversent Chicago pour enregistrer leur nouvel album avec l'une de leur idole, Steve Albini. Peu après l'enregistrement, Zao par en tournée avec In Flames, Trivium et DevilDriver. Ils jouent ensuite à la tournée Ferret Music Tour après laquelle ils doivent retourner chez eux après que Dan se soit blessé à la main. Leur album The Fear that Keeps Us Here est publié en juin pendant que Zao était en tournée avec Demon Hunter. Le groupe tourne une vidéo de la chanson My Love, My Love (We've Come Back from the Dead). The Fear that Keeps Us Here atteint les classements Billboard en juillet la même année. À la fin de 2006, Zao tourne avec Throwdown, Evergreen Terrace et Maylene and the Sons of Disaster.

### Quatrième période (2007–2009)
Le 23 janvier 2007, Zao annonce l'arrivée de Russ Cogdell après une opération de la jambe. À cette période, il est impossible de savoir si Zao souhaite signer de nouveau au label Ferret ou chercher un nouveau label. Peu après la publication de l'annonce, le groupe explique que Walters ne tournera pas avec eux.
En 2008, ils commencent l'enregistrement d'un nouvel album, Awake?, avec Scott Mellinger, Daniel Castleman et le chanteur du groupe As I Lay Dying Tim Lambesis à la coproduction. Le groupe termine l'album en novembre 2008 aux côtés de l'ingénieur-son Dave Hidek aux Treelady Studios, à Pittsburgh, PA. Le groupe publie l'album le 5 mai 2009 au label Ferret Records.

### Cinquième période (depuis 2010)
En date de 2010, Zao comprend Daniel Weyandt, Scott Mellinger, Russ Cogdell, Marty Lunn, et Jeff Gretz. Au début de 2016, leur onzième album, intitulé The Well-Intentioned Virus, est en préparation, et annoncé pour l'année. En juin 2016, l'album est annoncé en procédure de mixage audio.

## Membres

### Membres actuels
- Daniel Weyandt - chant (depuis 1997)
- Russ Cogdell - guitare (1997-2000, 2002-2008, depuis 2010)
- Scott Mellinger - guitare, chœurs (depuis 1999)
- Marty Lunn - basse (depuis 2005)
- Jeff Gretz - batterie (depuis 2005)

### Anciens membres
- Eric Reeder - chant (1993-1995)
- Roy Goudy - guitare (1993-1997)
- Mic Cox - basse (1993-1997)
- Jesse Smith - batterie (1993-2004)
- Shawn Jonas - chant (1995-1997)
- Ron Gray - guitare (1997-1998)
- Kevin Moran - basse (1997-1998)
- Brett Detar - guitare (1997-1999)
- Rob Horner - basse (1999-2004)
- Shawn Koschik - basse (2004-2005)
- Stephen Peck - batterie (2004-2005)

### Membres de tournées
- Corey Darst - chant (2000-2001)
- Matt Auxier - guitare (2000-2001)
- Joshua Ashworth - chant (2003-2004)
- Lance Garvin - batterie (2003)
- Quinton Seiter - basse (1997)